# Giuseppe Signorelli
Giuseppe Signorelli (* 24. Juni 1947 in Casigno) ist ein ehemaliger italienischer Endurosportler. Er war zweimal Mitglied der italienischen Nationalmannschaft, die bei der Internationalen Sechstagefahrt die Silbervase gewann.

## Karriere
Giuseppe Signorelli begann 1964 aktiv Endurosport zu betreiben. 1968 gewann er im italienischen San Pellegrino Terme bei der Internationalen Sechstagefahrt mit der Mannschaft die Silbervase. 1969 wurde er mit einer Morini Erster in der Klasse bis 100 cm³. Außerdem wurde er bei der Valli Bergamasche Vierter in seiner Klasse.
1972 wurde er mit einer SWM bei der Valli Bergamasche Vierter in der Klasse bis 100 cm³. 1974 gewann er auf einer 175-cm³-Gilera dieses Rennen. In der Enduro-Europameisterschaft wurde er Zweiter hinter Erwin Schmider. Mit einer 75-cm³-Puch gewann er 1975 erneut die Valli Bergamasche. Bei der Internationalen Sechstagefahrt im schwedischen Värnamo siegte er mit der Nationalmannschaft in der Silbervasen-Wertung.
1979 wurde er bei der Valli Bergamasche mit einer Fantic mit 125 cm³ Dritter und 1979 mit einer 75-cm³-Fantic Erster. Mit demselben Motorrad wurde er 1979 Zweiter in der Europameisterschaft. 1980 wurde er bei der Valli Bergamasche mit einer 75-cm³-Fantic Zweiter.
Während seiner aktiven Zeit nahm er fünfzehnmal an der Internationalen Sechstagefahrt teil und gewann neunmal die Goldmedaille, zweimal die Silbermedaille und einmal die Bronzemedaille.

## Wichtigste Erfolge
Italienische Meisterschaft1969
Internationale SechstagefahrtSilbervase 1968 und 1978